# Eredivisie 2015
La Eredivisie 2015 è la 31ª edizione del campionato di football americano di primo livello, organizzato dalla AFBN.

## Squadre partecipanti
| Club                 | Città               | Stadio | Sponsor ufficiale | Risultato nella stagione 2014 |
| -------------------- | ------------------- | ------ | ----------------- | ----------------------------- |
| 010 Trojans          | Rotterdam           |        |                   |                               |
| Alphen Eagles        | Alphen aan den Rijn |        |                   |                               |
| Amsterdam Crusaders  | Amsterdam           |        |                   |                               |
| Amstelland Panthers  | Amsterdam           |        |                   |                               |
| Arnhem Falcons       | Arnhem              |        |                   |                               |
| Hilversum Hurricanes | Hilversum           |        |                   |                               |
| Lightning Leiden     | Leida               |        |                   |                               |
| Nijmegen Pirates     | Nimega              |        |                   |                               |

## Stagione regolare

### Calendario

#### 1ª giornata
| 1º febbraio 2015 | Hilversum Hurricanes | 34 – 17 | Lightning Leiden |  |

#### 2ª giornata
| 8 febbraio 2015 | 010 Trojans | 7 – 40 | Amsterdam Crusaders |  |

| 8 febbraio 2015 | Alphen Eagles | 35 – 0 | Nijmegen Pirates |  |

#### 3ª giornata
| 15 febbraio 2015 | Hilversum Hurricanes | 23 – 18 | Amstelland Panthers |  |

| 15 febbraio 2015 | Lightning Leiden | 0 – 40 | Alphen Eagles |  |

| 15 febbraio 2015 | 010 Trojans | 9 – 15 | Arnhem Falcons |  |

| 15 febbraio 2015 | Nijmegen Pirates | 0 – 32 | Amsterdam Crusaders |  |

#### 4ª giornata
| 1º marzo 2015 | Amsterdam Crusaders | 21 – 7 | Lightning Leiden |  |

| 1º marzo 2015 | Alphen Eagles | 33 – 0 | Amstelland Panthers |  |

| 1º marzo 2015 | Nijmegen Pirates | 0 – 33 | Arnhem Falcons |  |

#### 5ª giornata
| 8 marzo 2015 | Amstelland Panthers | 6 – 25 | Arnhem Falcons |  |

#### 6ª giornata
| 14 marzo 2015 | 010 Trojans | 32 – 14 | Hilversum Hurricanes |  |

| 15 marzo 2015 | Amstelland Panthers | 6 – 12 | Amsterdam Crusaders |  |

| 15 marzo 2015 | Arnhem Falcons | 27 – 6 | Nijmegen Pirates |  |

#### 7ª giornata
| 29 marzo 2015 | Amstelland Panthers | 0 – 6 | 010 Trojans |  |

| 29 marzo 2015 | Amsterdam Crusaders | 6 – 0 | Alphen Eagles |  |

| 29 marzo 2015 | Arnhem Falcons | 27 – 14 | Hilversum Hurricanes |  |

| 29 marzo 2015 | Nijmegen Pirates | 14 – 16 | Lightning Leiden |  |

#### 8ª giornata
| 5 aprile 2015 | Nijmegen Pirates | 0 – 43 | Alphen Eagles |  |

#### 9ª giornata
| 12 aprile 2015 | Amstelland Panthers | 32 – 3 | Lightning Leiden |  |

| 12 aprile 2015 | Arnhem Falcons | 30 – 0 | 010 Trojans |  |

| 12 aprile 2015 | Hilversum Hurricanes | 20 – 14 | Amsterdam Crusaders |  |

#### 10ª giornata
| 26 aprile 2015 | Amstelland Panthers | 12 – 6 | Nijmegen Pirates |  |

| 26 aprile 2015 | Arnhem Falcons | 20 – 21 | Alphen Eagles |  |

| 26 aprile 2015 | Lightning Leiden | 7 – 53 | 010 Trojans |  |

| 26 aprile 2015 | Amsterdam Crusaders | 14 – 6 | Hilversum Hurricanes |  |

#### 11ª giornata
| 10 maggio 2015 | Lightning Leiden | 0 – 40 | Hilversum Hurricanes |  |

| 10 maggio 2015 | 010 Trojans | 26 – 34 | Alphen Eagles |  |

#### 12ª giornata
| 17 maggio 2015 | Hilversum Hurricanes | 23 – 22 | Amstelland Panthers |  |

| 17 maggio 2015 | 010 Trojans | 19 – 6 | Nijmegen Pirates |  |

#### 13ª giornata
| 24 maggio 2015 | Lightning Leiden | 0 – 59 | Amsterdam Crusaders |  |

| 24 maggio 2015 | Alphen Eagles | 14 – 7 | Arnhem Falcons |  |

#### 14ª giornata
| 31 maggio 2015 | Lightning Leiden | 3 – 26 | Amstelland Panthers |  |

| 31 maggio 2015 | Amsterdam Crusaders | 28 – 12 | Arnhem Falcons |  |

| 31 maggio 2015 | Alphen Eagles | 7 – 14 | Hilversum Hurricanes |  |

#### 15ª giornata
| 7 giugno 2015 | Nijmegen Pirates | 6 – 27 (0-0 0-20 0-7 6-0) | 010 Trojans |  |

#### 16ª giornata
| 13 giugno 2015 | Hilversum Hurricanes | 27 – 6 | Nijmegen Pirates |  |

| 14 giugno 2015 | Arnhem Falcons | 48 – 8 | Lightning Leiden |  |

| 14 giugno 2015 | Amsterdam Crusaders | 22 – 13 | Amstelland Panthers |  |

| 14 giugno 2015 | Alphen Eagles | 14 – 6 (0-6 0-0 0-0 14-0) | 010 Trojans |  |

### Classifiche
Le classifiche della regular season sono le seguenti:
- PCT = percentuale di vittorie, G = partite giocate, V = partite vinte, P = partite perse, PF = punti fatti, PS = punti subiti

#### Girone A
| Pos. | Squadra          | PCT  | G  | V | N | P  | PF  | PS  |
| ---- | ---------------- | ---- | -- | - | - | -- | --- | --- |
| 1    | Alphen Eagles    | .800 | 10 | 8 | 0 | 2  | 241 | 79  |
| 2    | Arnhem Falcons   | .700 | 10 | 7 | 0 | 3  | 244 | 106 |
| 3    | 010 Trojans      | .500 | 10 | 5 | 0 | 5  | 185 | 166 |
| 4    | Nijmegen Pirates | .000 | 10 | 0 | 0 | 10 | 44  | 271 |

#### Girone B
| Pos. | Squadra              | PCT  | G  | V | N | P | PF  | PS  |
| ---- | -------------------- | ---- | -- | - | - | - | --- | --- |
| 1    | Amsterdam Crusaders  | .900 | 10 | 9 | 0 | 1 | 248 | 71  |
| 2    | Hilversum Hurricanes | .700 | 10 | 7 | 0 | 3 | 215 | 157 |
| 3    | Amstelland Panthers  | .300 | 10 | 3 | 0 | 7 | 135 | 156 |
| 4    | Lightning Leiden     | .100 | 10 | 1 | 0 | 9 | 61  | 367 |

## Playoff

### Tabellone
|  | Semifinali | Semifinali           | Semifinali |               |    | XXXI Tulip Bowl     | XXXI Tulip Bowl | XXXI Tulip Bowl |  |
|  |            |                      |            |               |    |                     |                 |                 |  |
|  | 1B         | Amsterdam Crusaders  | 14         |               |    |                     |                 |                 |  |
|  | 1B         | Amsterdam Crusaders  | 14         |               |    |                     |                 |                 |  |
|  | 2A         | Arnhem Falcons       | 7          |               |    |                     |                 |                 |  |
|  | 2A         | Arnhem Falcons       | 7          |               | 1B | Amsterdam Crusaders | 21              |                 |  |
|  |            |                      |            |               | 1B | Amsterdam Crusaders | 21              |                 |  |
|  |            |                      | 1A         | Alphen Eagles | 6  |                     |                 |                 |  |
|  | 1A         | Alphen Eagles        | 1A         | Alphen Eagles | 6  | 41                  |                 |                 |  |
|  | 1A         | Alphen Eagles        |            |               |    |                     |                 |                 |  |
|  | 2B         | Hilversum Hurricanes | 7          |               |    |                     |                 |                 |  |

### Semifinali
| 21 giugno 2015 | Amsterdam Crusaders | 14 – 7 | Arnhem Falcons |  |

| 28 giugno 2015 | Alphen Eagles | 41 – 7 (7-0 13-0 7-0 14-7) | Hilversum Hurricanes |  |

### XXXI Tulip Bowl
| 5 luglio 2015 | Amsterdam Crusaders | 21 – 6 | Alphen Eagles | (1200 spett.) |

## Verdetti
- Amsterdam Crusaders Campioni dei Paesi Bassi 2015 (17º titolo)